# Sascha Schneider

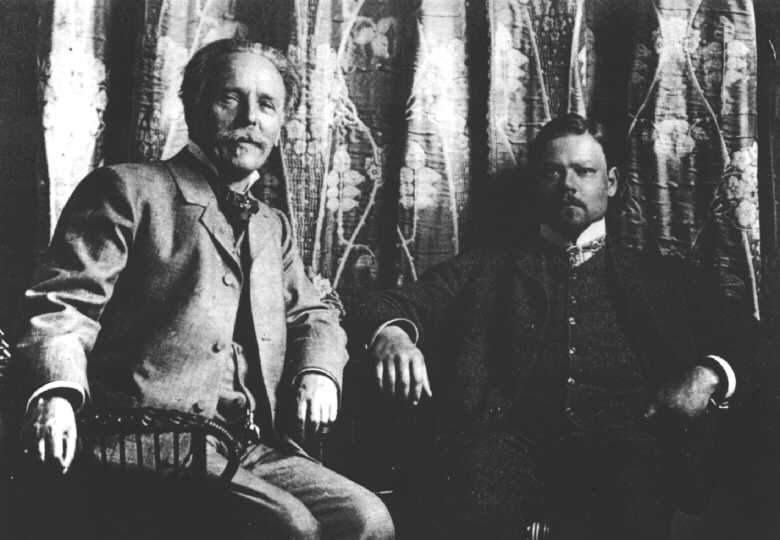
Karel May a Sascha Schneider, fotografie z roku 1904.

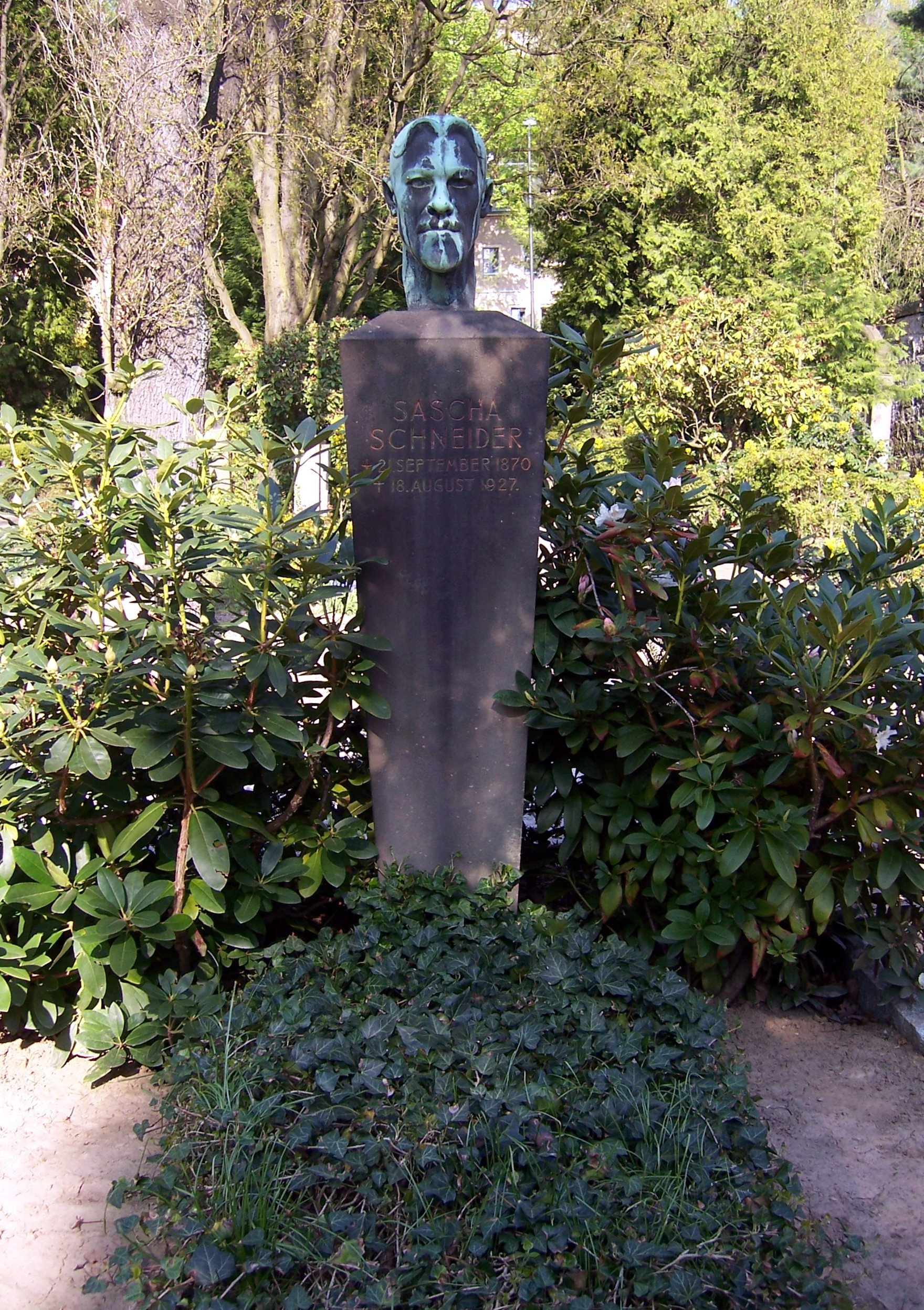
Hrob Saschy Schneidera v Drážďanech

Sascha Schneider, plným jménem Rudolph Karl Alexander Schneider (21. září 1870 Petrohrad, Rusko – 18. srpna 1927, Swinemünde, Německo) byl německý malíř, známý především jako autor obálek knih německého spisovatele Karla Maye.

## Život
Dětství a mládí strávil Sascha Schneider, syn redaktora a majitele tiskárny, v Petrohradě. Roku 1881 přesídlila rodina nejdříve do Curychu a po smrti otce do Drážďan.
Roku 1889 po maturitě začal Sascha své umělecké studium na malířské akademii v Drážďanech. Roku 1893 si zařídil se svými kolegy ateliér a od roku 1894 pořádal výstavy. Svou vlastní uměleckou dílnu si zařídil roku 1900 v Míšni a v té době vytvořil např. v Lipsku působivé nástěnné malby. Byl to skvělý kreslíř, malíř i sochař, intelektuální a velmi jemný muž, zahleděný svým dílem do šera chrámů a do světa ikonostasu, o čemž svědčí názvy jeho obrazů Anarchista, Poutník a sfinga, Jidáš, Pán světa.
Roku 1903 se Schneider seznámil s německým spisovatelem Karlem Mayem a stal se jedním z jeho nejbližších přátel. Dlouhé roky tohoto přátelství jsou doloženy tvorbou obálek se slohově čistými symbolickými kompozicemi pro nová vydání Mayových knih. Schneider také vytvořil portréty některých významných postav z děl Karla Maye (např. Marah Durimeh či mrtvý Vinnetou, stoupající k nebi). Roku 1906 vymodeloval Schneider pro sebe a Maye postavy sfing střežící spisovatelův hrob.
V tomto období žil Schneider společně s malířem Hellmuthem Jahnem. Jahn začal Schneidera vydírat hrozbou zveřejnění jeho homosexuality, která byla v Německu trestná podle § 175 říšského trestního zákoníku. Schneider uprchl do Itálie, kde v těch časech nebyla homosexualita nezákonná. V Itálii potkal malíře Roberta Spiese, se kterým procestoval Kavkaz. Pak se na čas vrátil do Lipska, aby po půl roce odcestoval do Itálie, kde se usadil ve Florencii. Když vypukla první světová válka, znova se vrátil do Německa a žil v Hellerau (nedaleko Lipska). Po roce 1918 spoluzaložil kulturistický institut nazvaný Kraft-Kunst, ve kterém si vybíral některé z cvičících jako modely.
Schneider, který onemocněl těžkou cukrovkou, utrpěl při plavbě na lodi v okolí Swinemünde diabetický záchvat. Z něj se již nevzpamatoval a ve Swinemünde zemřel. Pohřben je na hřbitově v Loschwitz.

## Výstavy
Na výstavě Alfred Kubin & Sascha Schneider : démoni ze Země nevědomí byl vystaven Kubinův grafický cyklus Facsimiledrucke nach Kunstblättern von Alfred Kubin (1903) a cyklus Zwölf Zeichnungen von Sascha Schneider (1896). Výstava proběhla od 24. 5. do 28. 9. 2014 v Zámecké jízdárně v Hluboké nad Vltavou a od 26. 5. do 20. 9. 2015 v Severočeské galerií výtvarného umění v Litoměřicích.
 V roce 2014 též vyšla k této výstavě stejnojmenná reprezentativní publikace.

## Gallerie

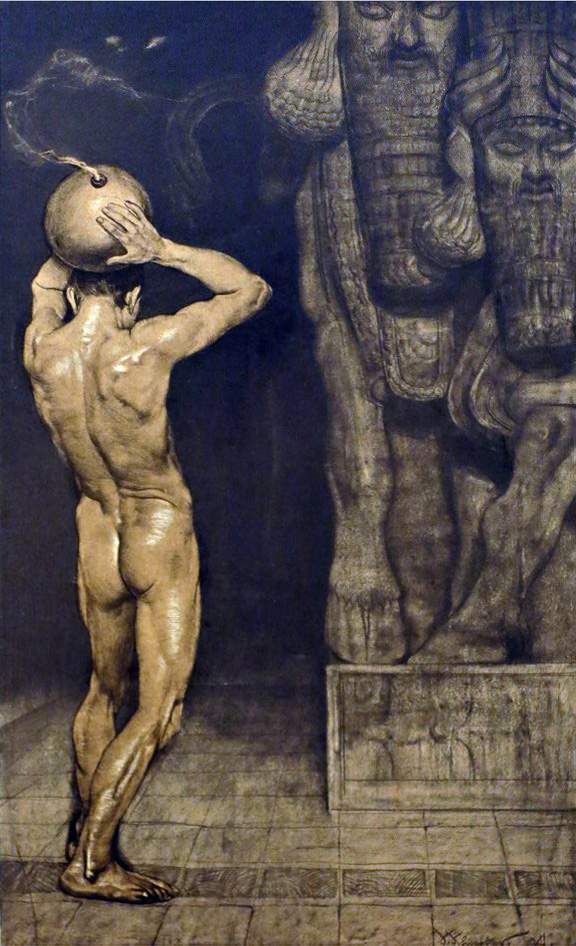
Anarchista (1894)
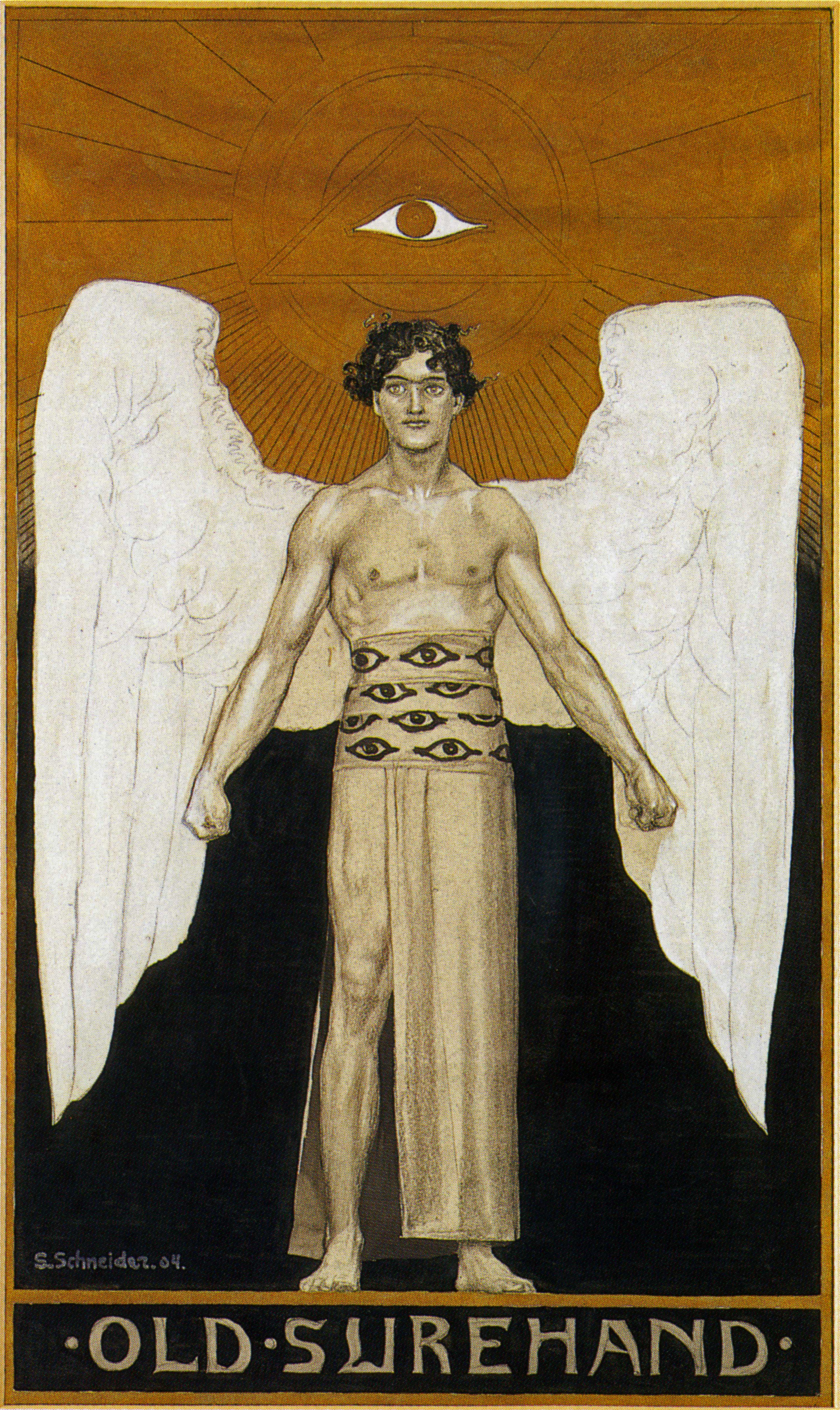
Vazba knihy Old Surehand od Karla Maye (1904)
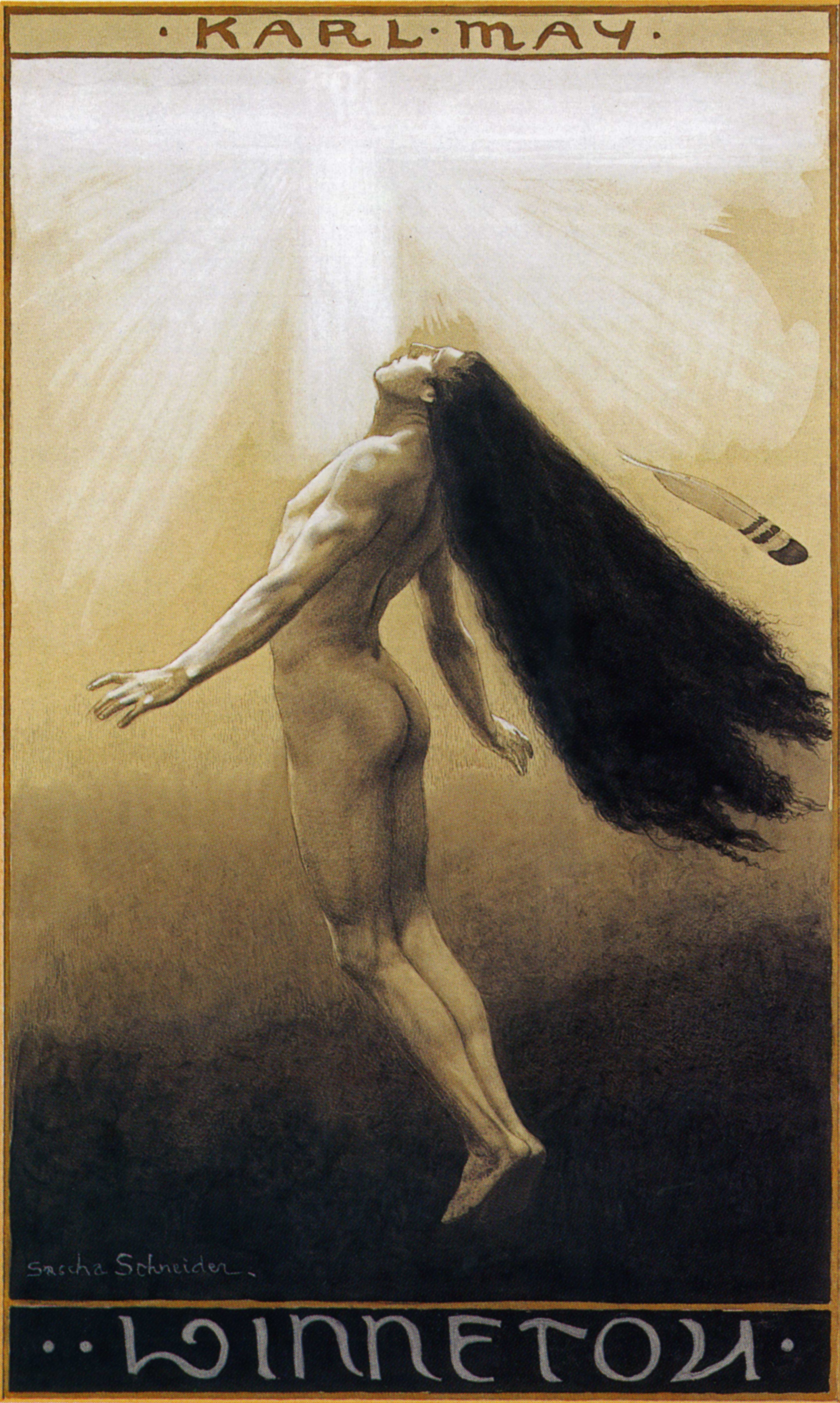
Vazba knihy Vinnetou III. od Karla Maye (1904)
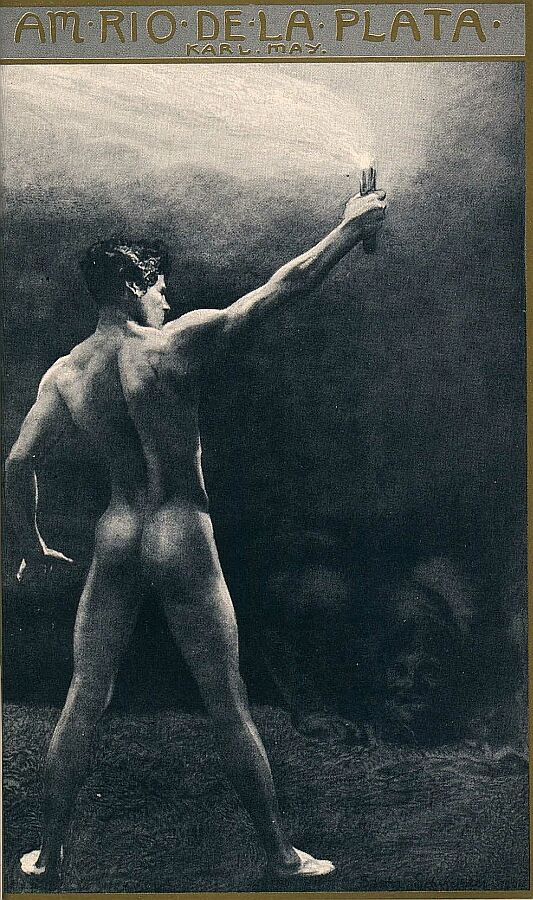
Vazba knihy Na Rio de la Plata od Karla Maye (1904)
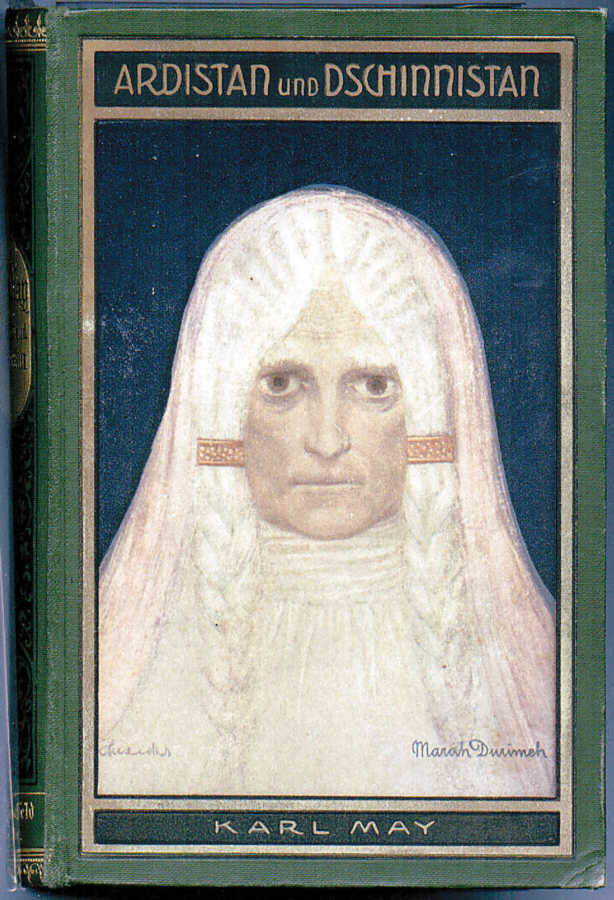
Vazba knihy Ardistan a Džinistan od Karla Maye (1904)
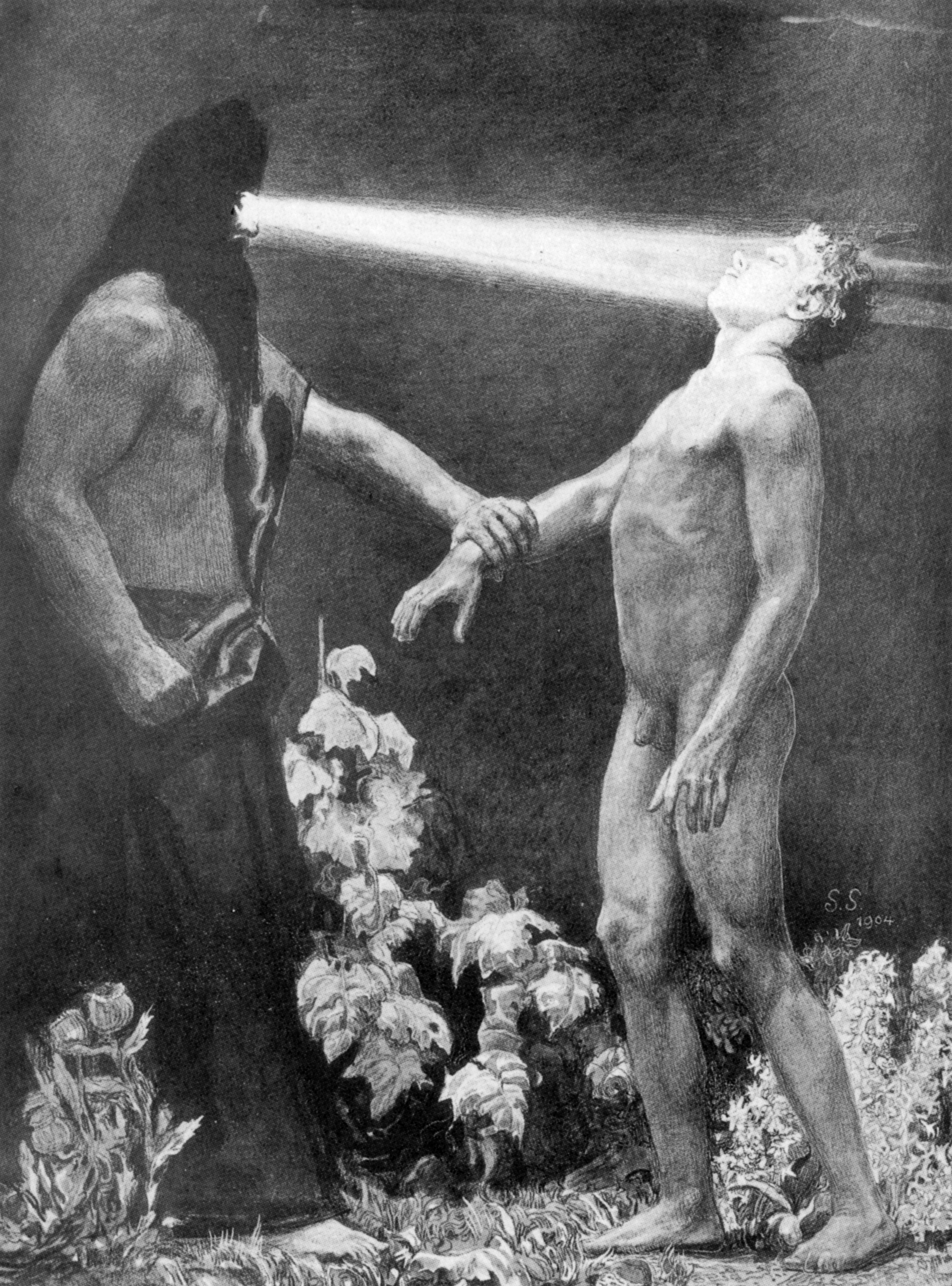
Hypnóza (1904)
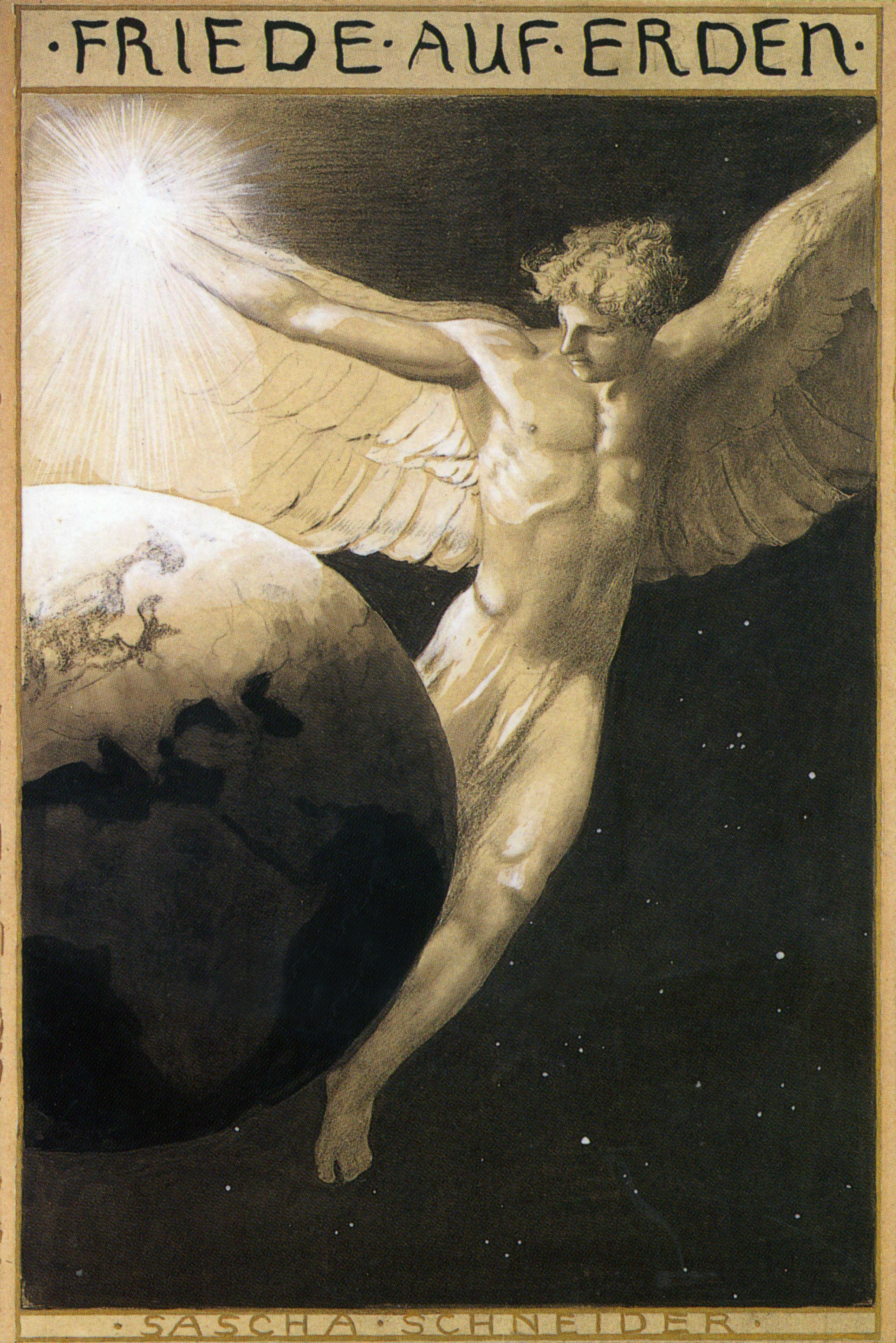
Vazba knihy A mír na Zemi! od Karla Maye (1904)
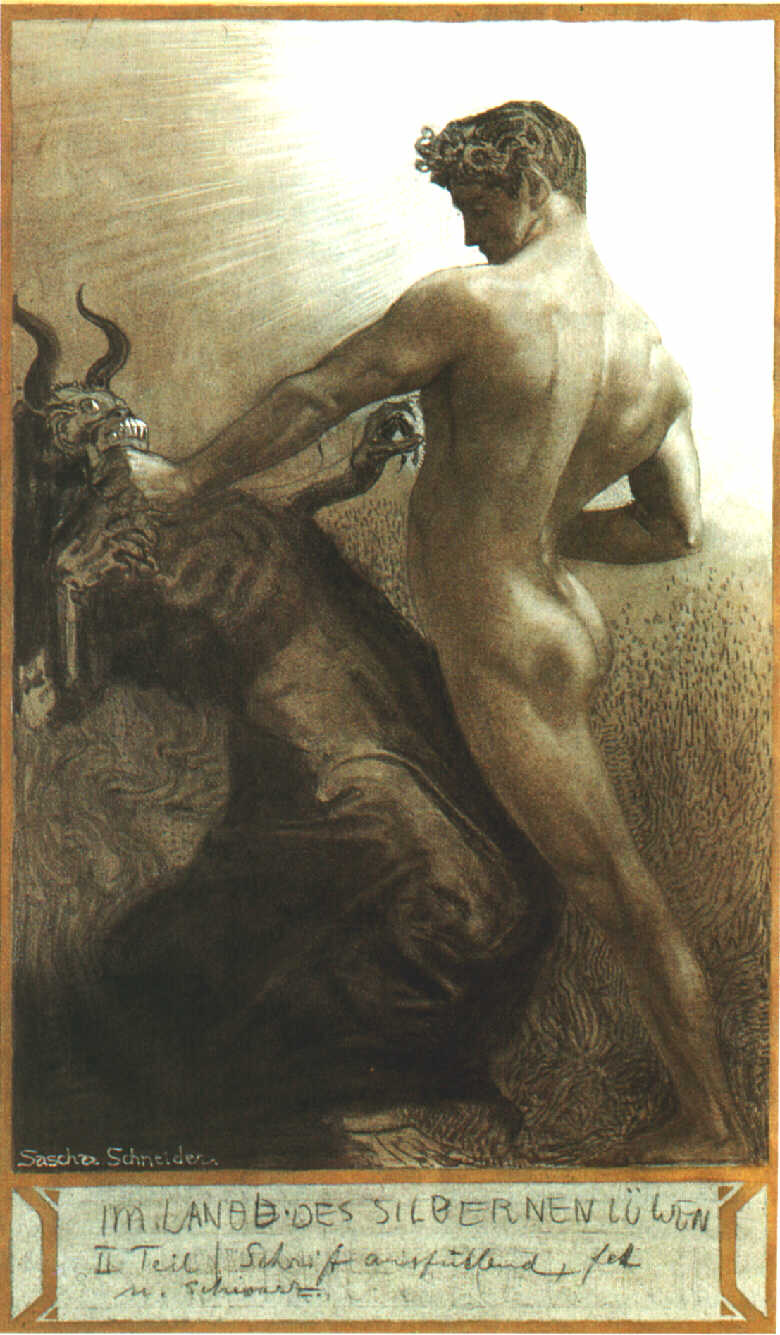
Návrh obálky k románu Karla Maye V Říši stříbrného lva (1904)
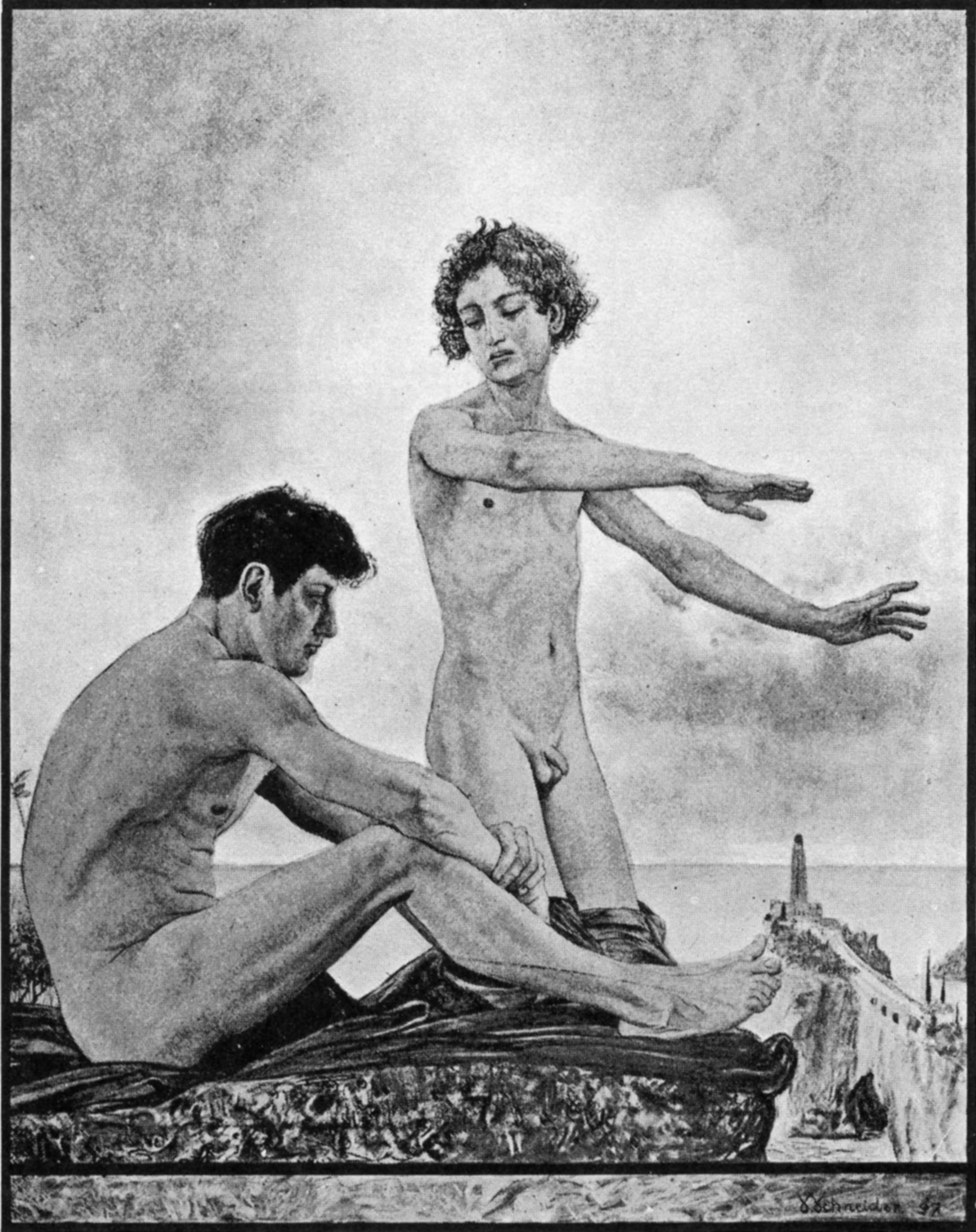
Svítání (1905)
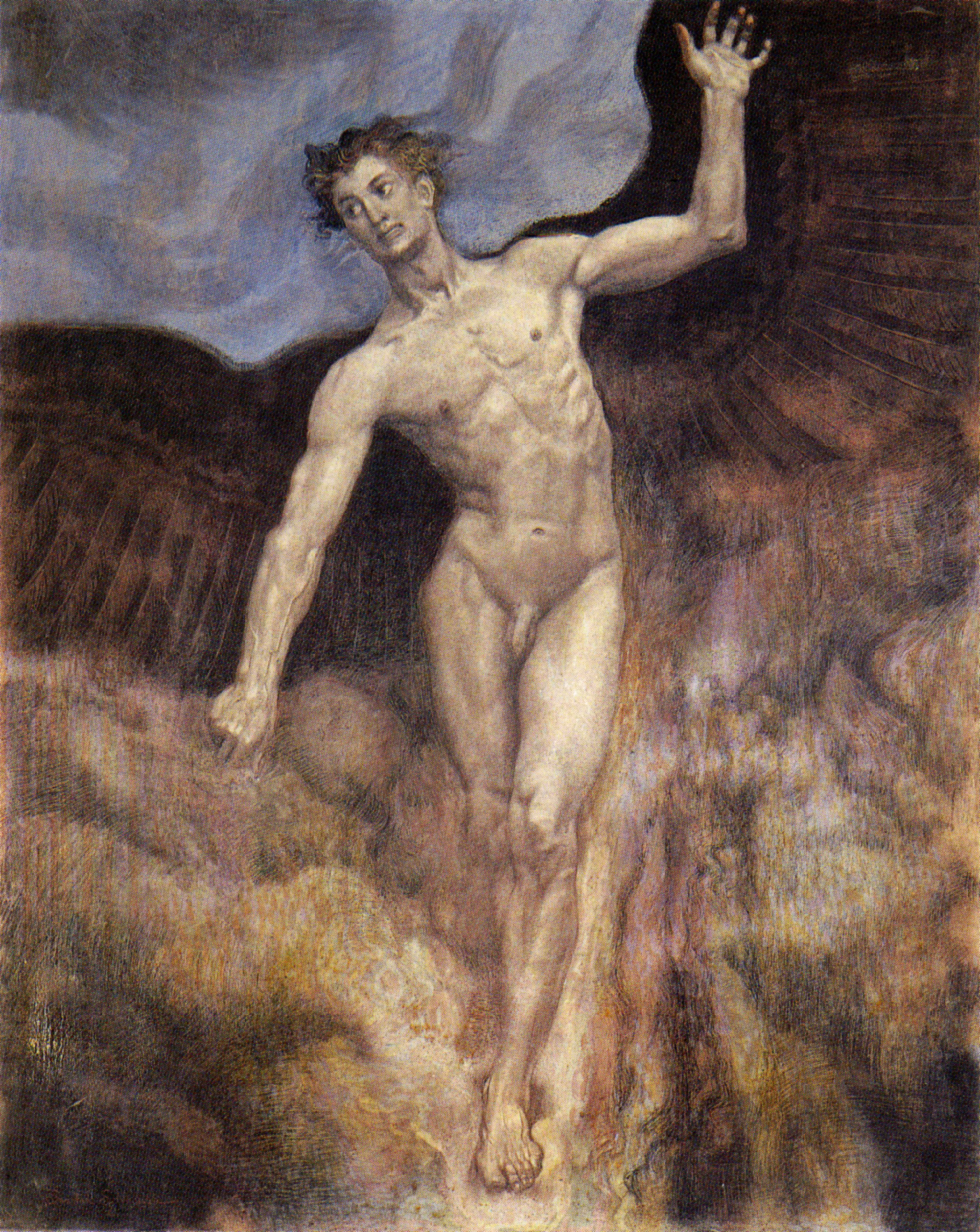
Ikarus (1906)
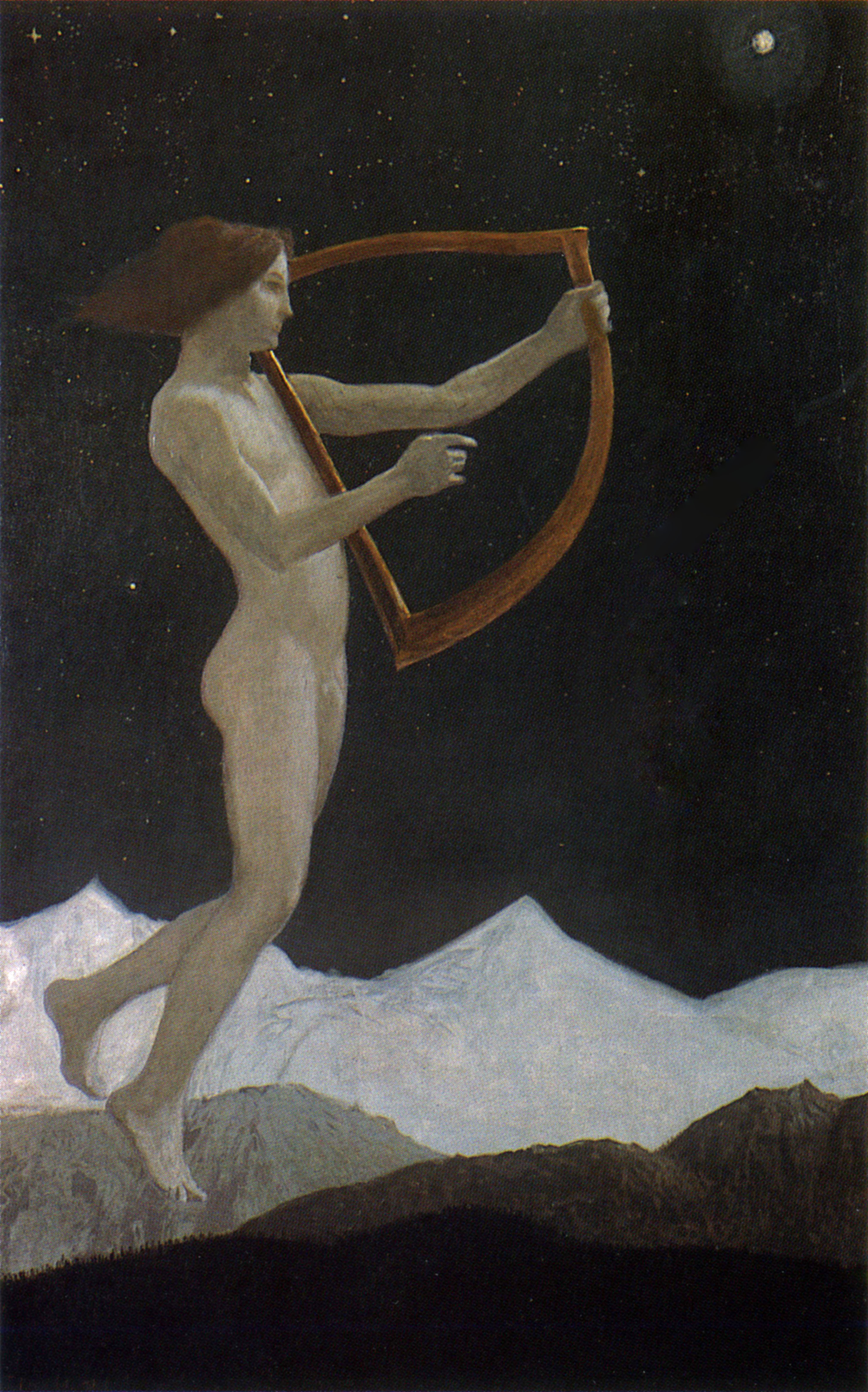
Měsíční noc (1906)
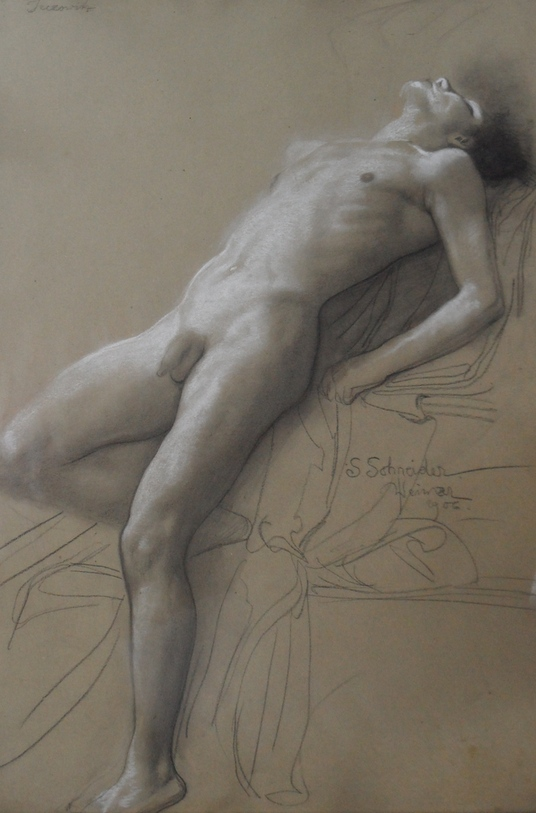
Nahý satyr (1906)
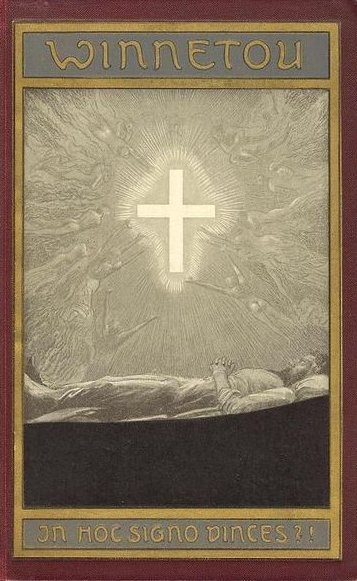
Vazba knihy Vinnetou IV. od Karla Maye (1910)
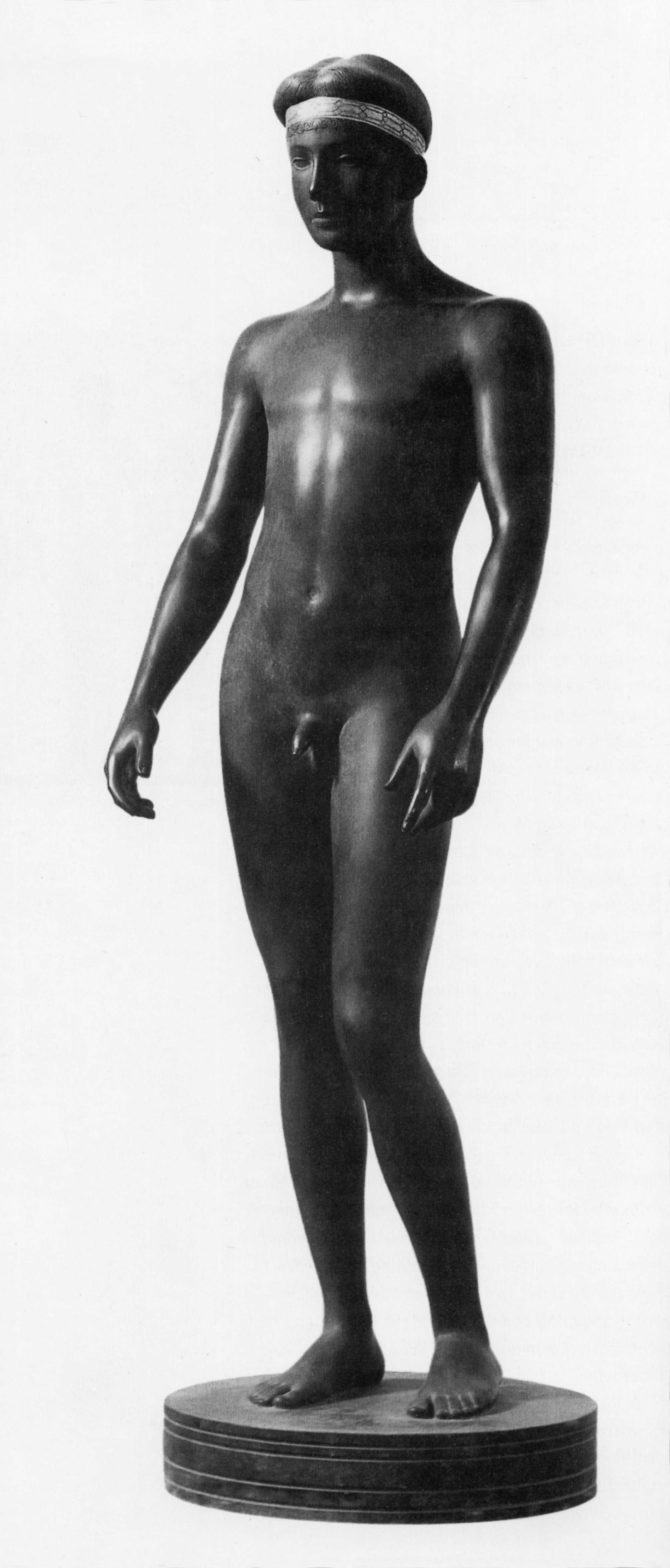
Idolino (1911)
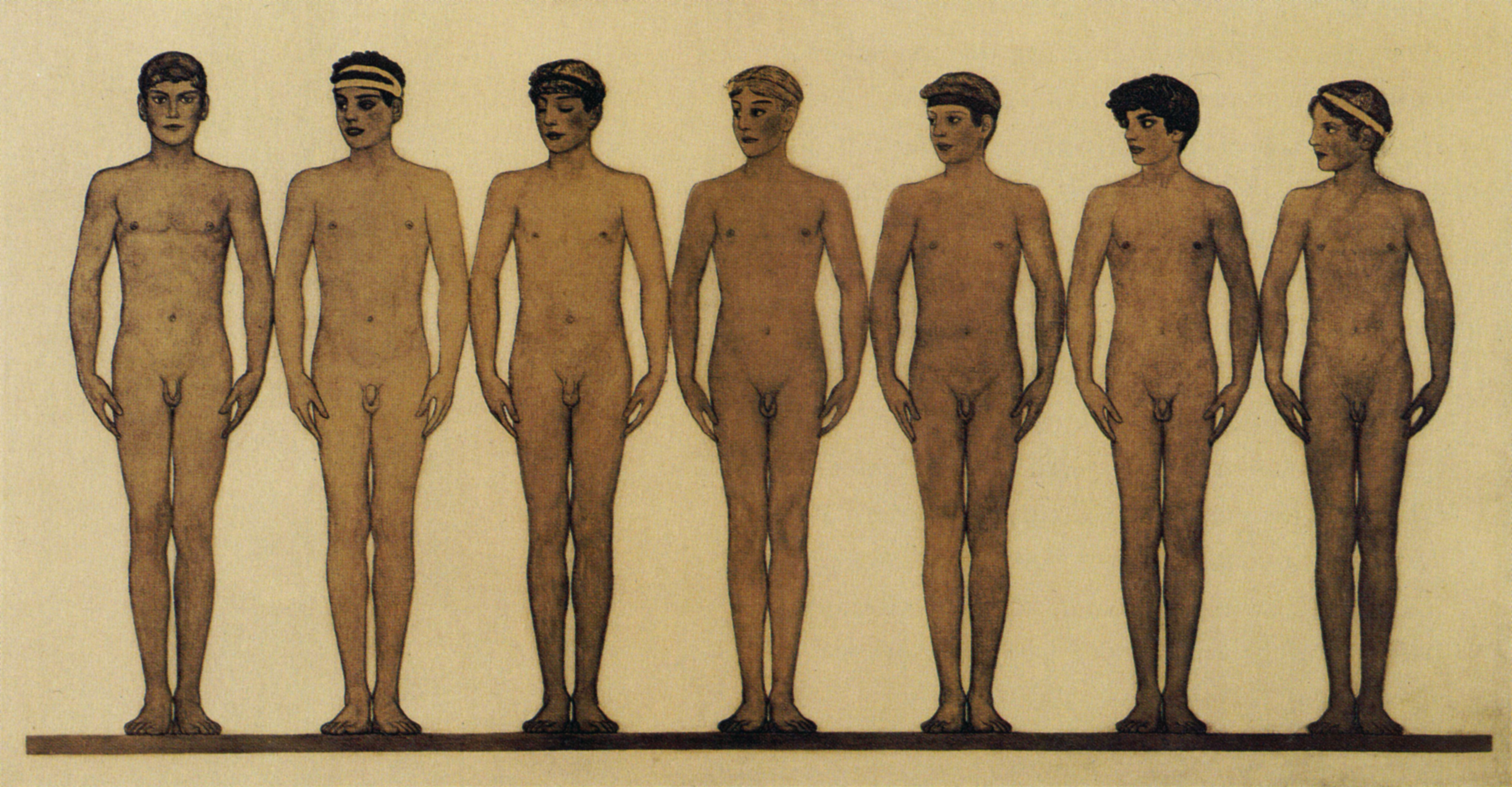
Gymnasion (cca 1912)
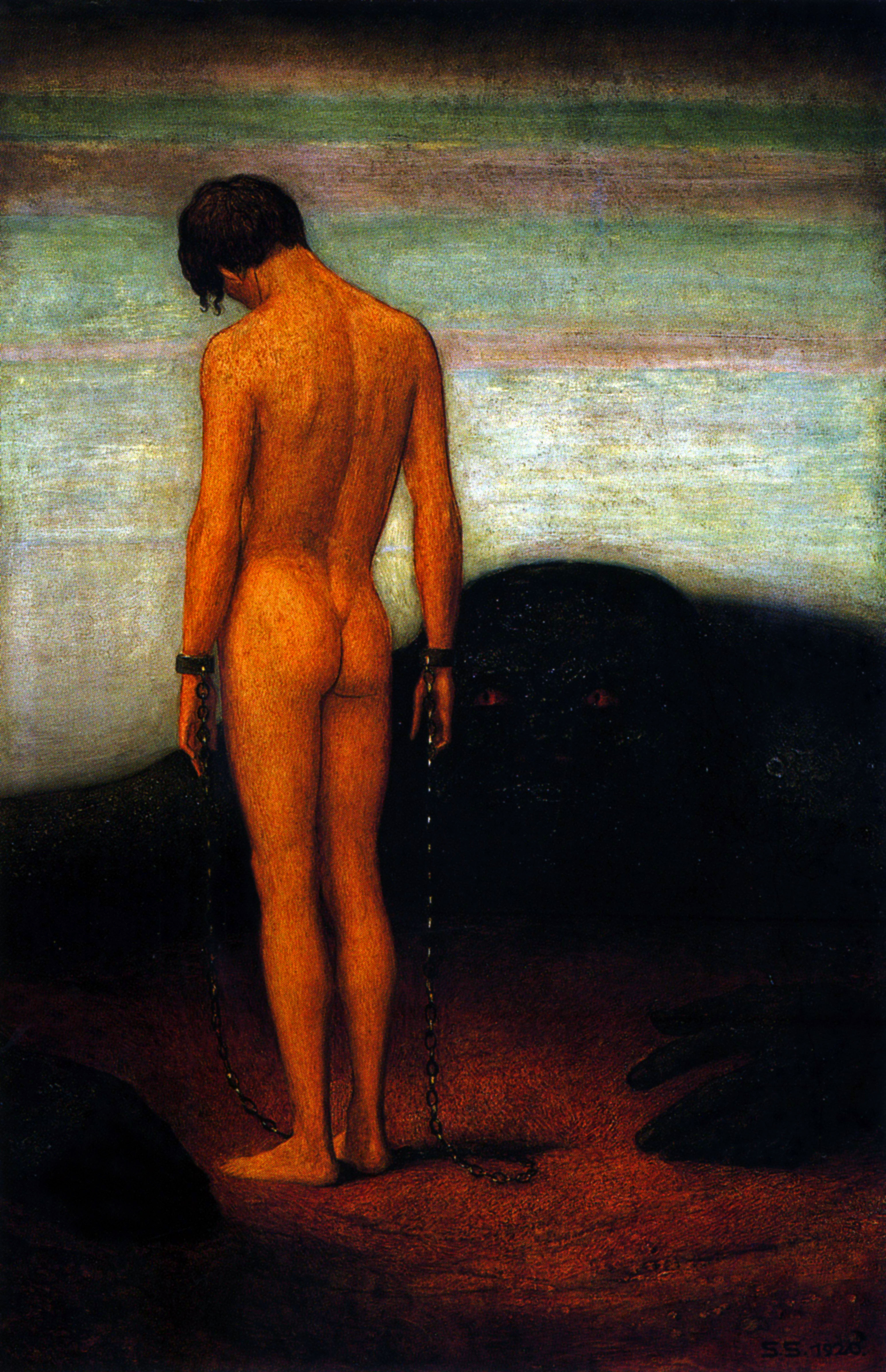
Pocit závislosti (1920)
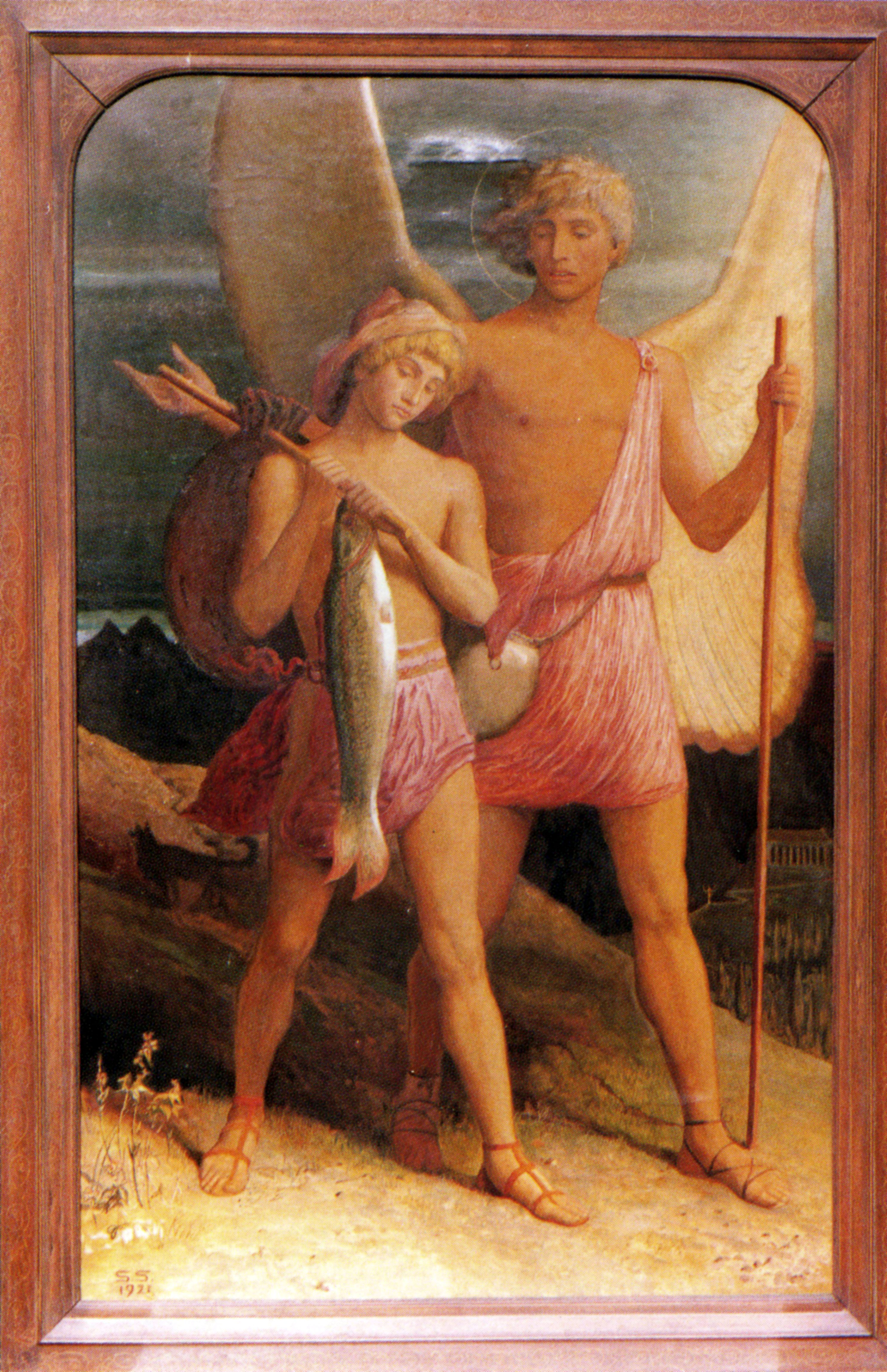
Tobiáš a anděl (1921)
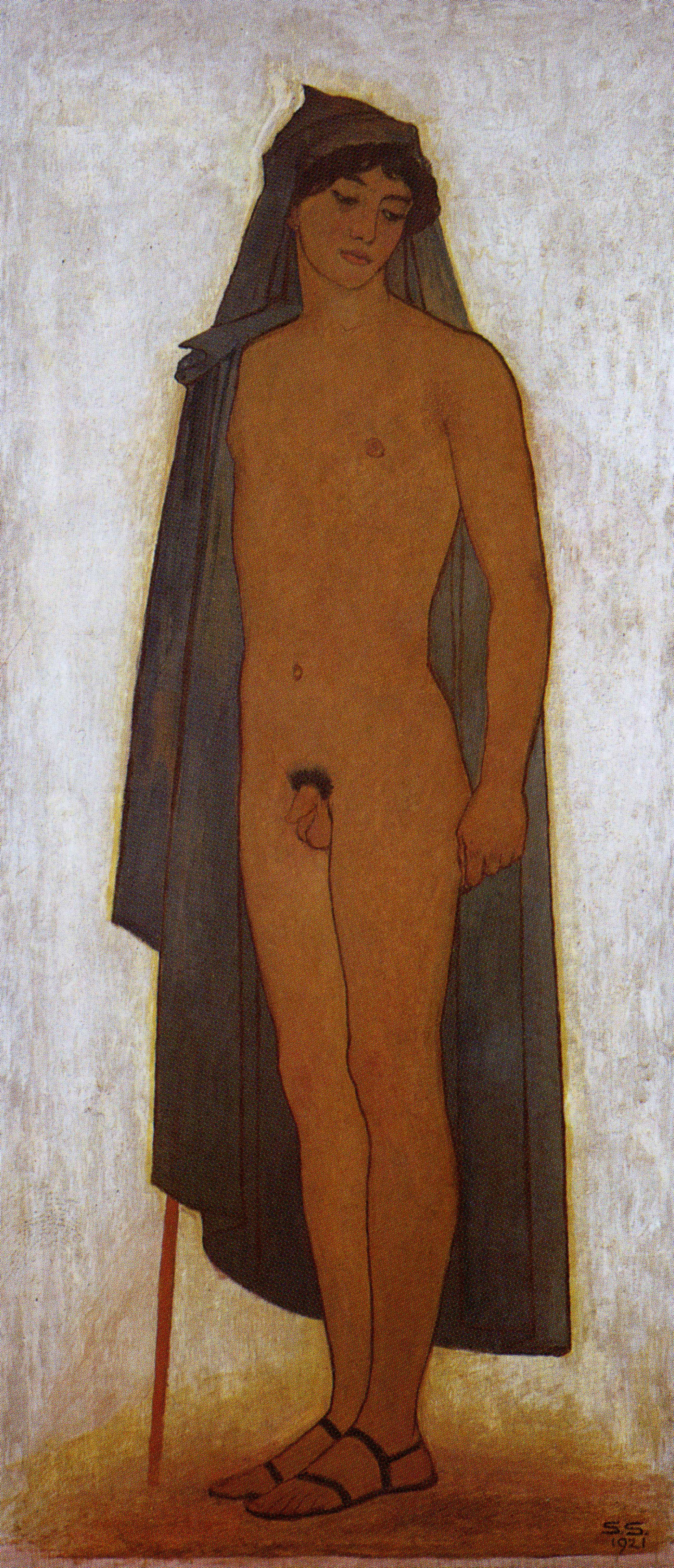
Mladík v modrém plášti (1921)